# Santa Bernardina nemzetközi repülőtér
A Santa Bernardina nemzetközi repülőtér (spanyol nyelven: Aeropuerto Internacional Santa Bernardina) (IATA: DZO, ICAO: SUDU) Uruguay egyik nemzetközi és katonai repülőtér, amely Duraznót, Uruguay Durazno megyéjének fővárosát szolgálja ki.
A létesítményeket megosztják a Tte. 2° Mario W. Parallada légibázissal, az Uruguayi Légierővel.
A repülőtér a Yí folyón 3 kilométerre, Durazno belvárosától északkeletre található. A pályán található a Durazno VOR-DME (azonosító: DUR).

## A Tte. 2° Mario W. Parallada légibázis
A Tte. 2° Mario W. Parallada légibázis az uruguayi légierő bázisa, amely a Santa Bernardina nemzetközi repülőtérrel közös létesítményeket használ.
A bázison állomásozik a 2. számú légi dandár. A dandár három repülőszázaddal rendelkezik.

## Futópályák
A repülőtér futópályái:
- 03/21 (2285 m, beton)
- 10/28 (1450 m, aszfalt)